# Ben Oude Luttikhuis
Ben Oude Luttikhuis (Tubbergen, 13 de junio de 1952-Seúl, Corea del Sur, 27 de agosto de 2011) fue un deportista neerlandés que compitió en taekwondo.
Ganó una medalla de bronce en el Campeonato Mundial de Taekwondo de 1982, y dos medallas en el Campeonato Europeo de Taekwondo, bronce en 1978 y plata en 1980.

## Palmarés internacional
| Campeonato Mundial | Campeonato Mundial     | Campeonato Mundial | Campeonato Mundial |
| Año                | Lugar                  | Medalla            | Categoría          |
| ------------------ | ---------------------- | ------------------ | ------------------ |
| 1982               | Guayaquil (Ecuador)    | Medalla de bronce  | –84 kg             |
| Campeonato Europeo |                        |                    |                    |
| Año                | Lugar                  | Medalla            | Categoría          |
| 1978               | Múnich (RFA)           | Medalla de bronce  | +80 kg             |
| 1980               | Copenhague (Dinamarca) | Medalla de plata   | –84 kg             |